# Jelov Klanac
Jelov Klanac naselje je u Republici Hrvatskoj, u sastavu Općine Rakovica, Karlovačka županija. Početak naselja je 1 km od mjesta Rakovica, a samo naselje Jelov Klanac se proteže gotovo 3 kilometra u dužinu. Omeđeno je mjestom Rakovica na istoku, naseljem Brajdić selo na jugozapadu, šumskom površinom Krčevina na jugu, naseljem Močila na zapadu, i brdom Zvjerinjak na sjeveru, duž kojega se dio naselja i proteže.
Godine 1996. dio naselja, do tada naziva Turkalj selo, administrativno i nazivom pripojen je naselju Jelov Klanac.
Gospodarski vrlo živo naselje - posluje nekoliko OPG-ova (uzgoj stoke, prerada mlijeka i mliječnih proizvoda, proizvodnja ekoloških proizvoda), djeluju 2 konjička kluba i desetak iznajmljivača u privatnom smještaju, kao i nekoliko individualnih uzgajivača stoke te raznih biljnih kultura.
Jedno od glavnih geografskih obilježja naselja jest i brdo Zvjerinjak, sa svojom ratarski plodnom padinom južne, sunčane orijentacije.

## Stanovništvo
Jelov Klanac broji oko 100 stanovnika. Turkalj, Cindrić, Gašparović, Špehar, samo su neka od prezimena od četrdesetak domaćinstava koja su raspoređena na području naselja. 
Stanovništvo sela se ponajviše sastoji od srednje životne dobi, sa značajnim udjelom djece školske i predškolske dobi s obzirom na veličinu naselja.
Stanovništvo čini više od 95 % osoba hrvatske nacionalnosti i rimokatoličke vjeroispovijesti.
| broj stanovnika | 315   |       |       | 357   | 380   | 400   | 298   | 356   | 219   | 353   | 322   | 318   |       |       | 109   | 85    | 76    |
|                 | 1857. | 1869. | 1880. | 1890. | 1900. | 1910. | 1921. | 1931. | 1948. | 1953. | 1961. | 1971. | 1981. | 1991. | 2001. | 2011. | 2021. |